# 色即是空2
《色即是空2》（韓語：색즉시공2）是一部于2007年上映的韩国喜剧电影，由尹泰允执导，由任昌丁、宋智孝、李花善、申伊和劉彩英等參與演出，讲述在大学校园中青年男女之间的情感关系发展。
為《色即是空》續集。

## 演員
| 演員   | 角色       |
| 任昌丁 | 恩植       |
| 宋智孝 | 敬雅       |
| 李花善 | 英彩       |
| 崔成國 | 盛國       |
| 善恩晶 | 智玄       |
| 申 伊  | 慶珠       |
| 劉彩英 | 侑美       |
| 李相侖 | 基洙       |
| 李詩妍 | 大鶴       |
| 河智苑 | 恩孝(客串) |

## 外部連結
- AllMovie上《色即是空2》的资料（英文）
- 韩国电影数据库（KMDb）上《色即是空2》的資料
- 《色即是空2》在HanCinema的页面（英文）
- 互联网电影数据库（IMDb）上《Sex Is Zero 2》的资料（英文）
- Sex Is Zero 2 （页面存档备份，存于） at HanCinema（英文）